# Булагати
Булагатите (на бурятски: булагадууд) са монголска етническа група в Русия.
През XIII-XVII век са сред големите монголски племена в Южен Сибир и играят активна роля в експанзията на Монголската империя в Централна Азия. През XVII век са подчинени от Руската империя. Днес булагатите живеят главно в Иркутска област и в Бурятия, от двете страни на езерото Байкал.
Смята са, че са сред 4-те основни етнографски групи на бурятите. Говорят на бурятски език. По вероизповедание традиционно са шаманисти и будисти, част от тях са покръстени в православието.